# Rapperswil
Rapperswil je část obce Rapperswil-Jona ve švýcarském kantonu St. Gallen. Leží na východním břehu Curyšského jezera a až do roku 2007 byla samostatnou obcí.
Mezi turistické cíle patří historické jádro Rapperswilu a zdejší zámek.

## Osobnosti obce
- Gerold Späth, spisovatel